# Malu Valle
Maria Lúcia Richa Ferreira Valle, mais conhecida como Malu Valle (Porto Alegre, 15 de setembro de 1957) é uma atriz brasileira de teatro, cinema e televisão. Ganhou destaque ao interpretar a personagem Shirley na telenovela Senhora do Destino (2004–05).

## Biografia
Malu Valle nasceu em Porto Alegre, capital do estado Rio Grande do Sul, em 15 de setembro de 1957. Trabalha como atriz que atua em cinema, em televisão e, principalmente, em teatro, onde tem uma vasta e diversificada carreira.
Na televisão, começou em 1992, na Rede Globo de televisão, fazendo pequenas participações em novelas de sucesso como Deus nos Acuda, História de Amor, O Rei do Gado e Por Amor. Em 1998 atuou no remake Pecado Capital. No ano seguinte, por duas vezes, participou do seriado: Você Decide, o que repetiu em 2000. Também em 2000, entra no elenco da minissérie Aquarela do Brasil. Fez pequenas participações em novelas da Rede Globo, em 2001 fez a novela As Filhas da Mãe. Em 2002, fez Coração de Estudante. Em 2003, fez duas novelas Kubanacan e Chocolate com Pimenta.
Em 2004, a atriz obteve mais destaque no grande sucesso Senhora do Destino de Aguinaldo Silva, onde viveu a divertida Shirley, que tinha um relacionamento com um rapaz mais jovem (vivido pelo ator Thiago Fragoso). No mesmo ano, grava uma participação especial no seriado A Grande Família. Em 2007, a atriz retorna às novelas  em Sete Pecados de Walcyr Carrasco. No mesmo ano grava a grande minissérie Amazônia, de Galvêz a Chico Mendes. Em 2008, íntegra o elenco da novela Três Irmãs e faz participações especiais em episódios dia seriados Dicas de Um Sedutor e Faça Sua História. E em 2009, fez a minissérie Cinquentinha. Todos esses trabalhos foram realizados na Rede Globo de Televisão.
Em cinema, Malu Valle começou em 1996, atuando no filme Como Nascem os Anjos. Em 2004, atuou em Irmãos de Fé e Um Show de Verão. Em 2006 grava o longa Balada de Duas Mocinhas de Botafogo.
Antes de ingressar o mundo da televisão e cinema, Malu Valle atuou por 16 anos em teatro, tendo participado de inúmeras peças.

## Filmografia

### Televisão
| Ano  | Título                        | Papel                                    | Notas                                            |
| ---- | ----------------------------- | ---------------------------------------- | ------------------------------------------------ |
| 1992 | Anos Rebeldes                 | Célia                                    |                                                  |
| 1992 | Deus Nos Acuda                | Advogada de Baby                         | Episódio: "31 de agosto"                         |
| 1993 | O Mapa da Mina                | Beatriz Pereira                          | Episódio: "4 de setembro"                        |
| 1995 | História de Amor              | Funcionária do clube                     | Participação especial                            |
| 1996 | O Rei do Gado                 | Adriana Mendonça                         |                                                  |
| 1997 | Por Amor                      | Emergente amiga de Meg                   | Participação especial                            |
| 1998 | Pecado Capital                | Verinha                                  |                                                  |
| 1999 | Andando nas Nuvens            | Matilde                                  | Participação Especial                            |
| 1999 | Você Decide                   |                                          | Episódio: "O Pacto"                              |
|      | Você Decide                   | Episódio: "Transas de Família: Parte II" |                                                  |
| 2000 | Você Decide                   |                                          | Episódio: "Ídolos de Barro"                      |
| 2000 | Aquarela do Brasil            | Soraia                                   |                                                  |
| 2001 | As Filhas da Mãe              | Sandra                                   |                                                  |
| 2002 | Coração de Estudante          | Eliane Tavares                           | Episódio: "25 de fevereiro"                      |
| 2003 | Kubanacan                     | Remédios                                 | Episódio: "7 de maio"                            |
| 2003 | Chocolate com Pimenta         | Ismênia                                  | Episódio: "20 de outubro–21 de novembro"         |
| 2004 | A Grande Família              | Consuelo                                 | Episódio: "A Morte do Canalha"                   |
| 2004 | Senhora do Destino            | Shirley Pedreira                         |                                                  |
| 2006 | A Diarista                    | Damares                                  | Episódio: "Faxinando Com a Inimiga"              |
| 2006 | A Grande Família              | Dinorá                                   | Episódio: "O Que Terá Acontecido a Lineu Silva?" |
| 2007 | Amazônia                      | Dona Júlia                               |                                                  |
| 2007 | Sete Pecados                  | Palma Souza Quirino                      |                                                  |
| 2008 | Casos e Acasos                | Eliane                                   | Episódio: "O Triângulo, a Tia Raquel e o Pedido" |
| 2008 | Dicas de Um Sedutor           | Sônia                                    | Episódio: "Amor e Fantasia"                      |
| 2008 | Faça Sua História             | Dorotéia                                 | Episódio: "Olho de Sogra"                        |
| 2008 | Três Irmãs                    | Neuza Santana (Neuzinha)                 |                                                  |
| 2009 | Cinquentinha                  | Ruth                                     | Episódio: "16 de dezembro"                       |
| 2011 | A Mulher Invisível            | Roberta                                  | Episódio: "5 de julho"                           |
| 2011 | A Vida da Gente               | Vivian Mourão (Vivi)                     |                                                  |
| 2012 | Malhação: Intensa como a Vida | Clotilde Maciel (Clô)                    |                                                  |
| 2012 | As Brasileiras                | Helena Soares                            | Episódio: "A Fofoqueira de Porto Alegre"         |
| 2012 | Gabriela                      | Mariquinha Saad                          |                                                  |
| 2012 | 220 Volts                     | Repórter                                 | Episódio: "Fama"                                 |
| 2015 | Vai que Cola                  | Peggy                                    | Episódio: "Cerol Records"                        |
| 2016 | Pé na Cova                    | Rivalda                                  | Episódio: "O Rugido do Tigre"                    |
| 2017 | Valentins                     | Márcia Cristina Bitencourt               |                                                  |
| 2017 | Tempo de Amar                 | Irmã Margarida                           | Episódios: "6 de novembro–16 de dezembro"        |
| 2018 | Pais de Primeira              | Psicanalista                             | Episódio: "16 de dezembro"                       |
| 2019 | Filhos da Pátria              | Yolanda                                  | [ 3 ]                                            |
| 2021 | Filhas de Eva                 | Maria Lúcia Junqueira                    | Episódio: "6"                                    |
| 2024 | Suíte Magnólia                | Madalena                                 |                                                  |
| 2024 | Turma da Mônica - Origens     | Magali Fernandes de Lima (Dona Magali)   |                                                  |

### Cinema
| Ano  | Título                               | Papel           |
| ---- | ------------------------------------ | --------------- |
| 1996 | Como Nascem os Anjos                 | Mulher no carro |
| 2004 | Um Show de Verão                     | Mãe do Fred     |
| 2004 | Irmãos de Fé                         | Ester           |
| 2006 | Balada das Duas Mocinhas de Botafogo | Mãe             |
| 2008 | Alice                                | Alice           |
| 2011 | Mentiras Secretas                    | Ela mesma       |
| 2012 | Singelos Envelopes                   | Mãe de Emília   |
| 2013 | Odeio o Dia dos Namorados            | Mãe de Débora   |
| 2013 | Minha Mãe É uma Peça - O Filme       | Dona Lurdes     |
| 2014 | Irmã Dulce                           | Madre Fausta    |
| 2016 | Minha Mãe É Uma Peça 2               | Dona Lurdes     |
| 2019 | O Avental Rosa                       | Martha          |
| 2019 | Minha Mãe É uma Peça 3               | Dona Lurdes     |
| 2020 | M8 - Quando a Morte Socorre a Vida   | Carlota         |
| 2021 | Amarração do Amor                    | Myriam          |
| 2023 | Desapega!                            | Gisélia         |
| 2025 | Agentes Especiais                    | Marister        |

## Teatro
| Ano  | Título                       | Papel                             |
| ---- | ---------------------------- | --------------------------------- |
| 1989 | Se Correr o Bicho Pega       |                                   |
| 1990 | A Mulher Carioca aos 22 anos |                                   |
| 1992 | Pianíssimo                   | Professora D. Euterpe             |
| 1994 | Pixinguinha                  |                                   |
| 1995 | Torre de Babel               | Mareda Ruiz (Santa Teresa Dávila) |
| 1995 | Jacques e seu Amo            |                                   |
| 1996 | Ventania                     | Mãe Morta                         |
| 1997 | Noite de Reis                | Maria                             |
| 1998 | Desgraças de uma Criança     | Madalena                          |
| 2002 | Elis: A Estrela do Brasil    | Dona Ercy, mãe de Elis            |
| 2003 | Nada de Pânico               |                                   |
| 2011 | Mente Mentira                | Lorraine                          |
| 2013 | O Teatro é uma Mulher        | Cantora/Mãe/Ativista              |
| 2013 | A Parte da Frente            | Lenita                            |
| 2015 | Paparazzi                    |                                   |

## Parte Técnica
| Ano  | Título     | Cargo   | Nota         |
| ---- | ---------- | ------- | ------------ |
| 2005 | Infraturas | Direção | Peça teatral |

## Prêmios e indicações
| Ano  | Prêmio                | Categoria                | Trabalho           | Resultado | Ref    |
| ---- | --------------------- | ------------------------ | ------------------ | --------- | ------ |
| 2005 | Prêmio Contigo! de TV | Melhor Atriz Revelação   | Senhora do Destino | Indicado  | [ 12 ] |
| 2008 | Festival de Brasília  | Melhor Atriz             | Alice              | Venceu    | [ 13 ] |
| 2011 | 5º Prêmio APTR        | Melhor Atriz Coadjuvante | Mente Mentira      | Indicado  | [ 14 ] |